# The End of the World (album)
Pour les articles homonymes, voir End of the World.
Albums de Mucc
Shangri-La
(2012) T.R.E.N.D.Y. -Paradise from 1997-
(2015)
Singles
1. Halo
Sortie : 25 septembre 2013
2. World's End
Sortie : 30 octobre 2013
3. Ender Ender
Sortie : 28 mai 2014

The End of the World (シャングリラ) est le douzième album studio du groupe de rock japonais Mucc. Il est sorti le 25 juin 2014 en version régulière et limitée, la deuxième comprenant un DVD documentaire.

## Liste des titres
| No  | Titre                                                 | Paroles       | Musique       | Durée |
| --- | ----------------------------------------------------- | ------------- | ------------- | ----- |
| 1.  | THE END OF THE WORLD                                  | Miya          | Miya          | 4:15  |
| 2.  | ENDER ENDER-Album Edit-                               | Tatsuro, Miya | Miya          | 4:40  |
| 3.  | Ms. Fear                                              | Miya          | Miya          | 3:33  |
| 4.  | HALO                                                  | Miya          | Miya          | 3:39  |
| 5.  | Tell me                                               | Tatsuro       | Tatsuro       | 4:37  |
| 6.  | 999-21 Century World-                                 | Yukke         | Yukke         | 4:05  |
| 7.  | 369(Mi-ro-ku) (369-ミロク-)                           | Tatsuro       | Tatsuro       | 3:50  |
| 8.  | Japanese                                              | Miya          | Miya          | 4:24  |
| 9.  | Hallelujah                                            | Tatsuro       | Miya          | 4:01  |
| 10. | World's End-In its true light-                        | Miya          | Miya          | 4:10  |
| 11. | Who I Want to Die (死んでほしい人, Shinde hoshī hito) | Tatsuro       | Tatsuro, Miya | 5:00  |